# Вирубова Ніна Володимирівна
Ніна Володимирівна Вирубова (1921–2007) — французька артистка балету і педагог російського походження.

## Життєпис
Народилася 4 червня 1921 року в кримському містечку Гурзуфі в період Громадянської війни в Росії в родині Володимира Сергійовича Вирубова та його дружини Ірини Львівни Ле Дантю (з обрусілих французьких емігрантів).
1922 року в Криму шаленою кулею червоноармійця було вбито батька Ніни. Мати, побоюючись за своє дворянське походження, вирішила залишити країну. У цьому плані її допомогло те, що у 1924 року Франція визнала СРСР, і з умов цього було зобов'язання СРСР не чинити перешкод родичам французів відвідувати історичну батьківщину. Маючи рідних у Франції, Ірина Львівна домоглася права залишити Радянський Союз на запрошення тітки по матері — Марії Миколаївни Труайє (уродженої Фредерікс). У листопаді 1924 року Вирубові прибули до Парижа .
У Франції Ірина Вирубова, вирішивши стати танцівницею, почала займатися балетом. Наслідувати матір стала її маленька донька. Побачивши виступ знаменитої російської балерини Анни Павлової, Ніна ще більше зміцнилася у своєму бажанні стати балериною. Її наставницею стала Ольга Преображенська — колишня балерина Маріїнського театру, зірка російського балету. Пізніше з Ніною Вирубовою займалися колишня прима знаменитої трупи Дягілєва — Віра Трефілова та відомий хореограф — Віктор Гзовський .

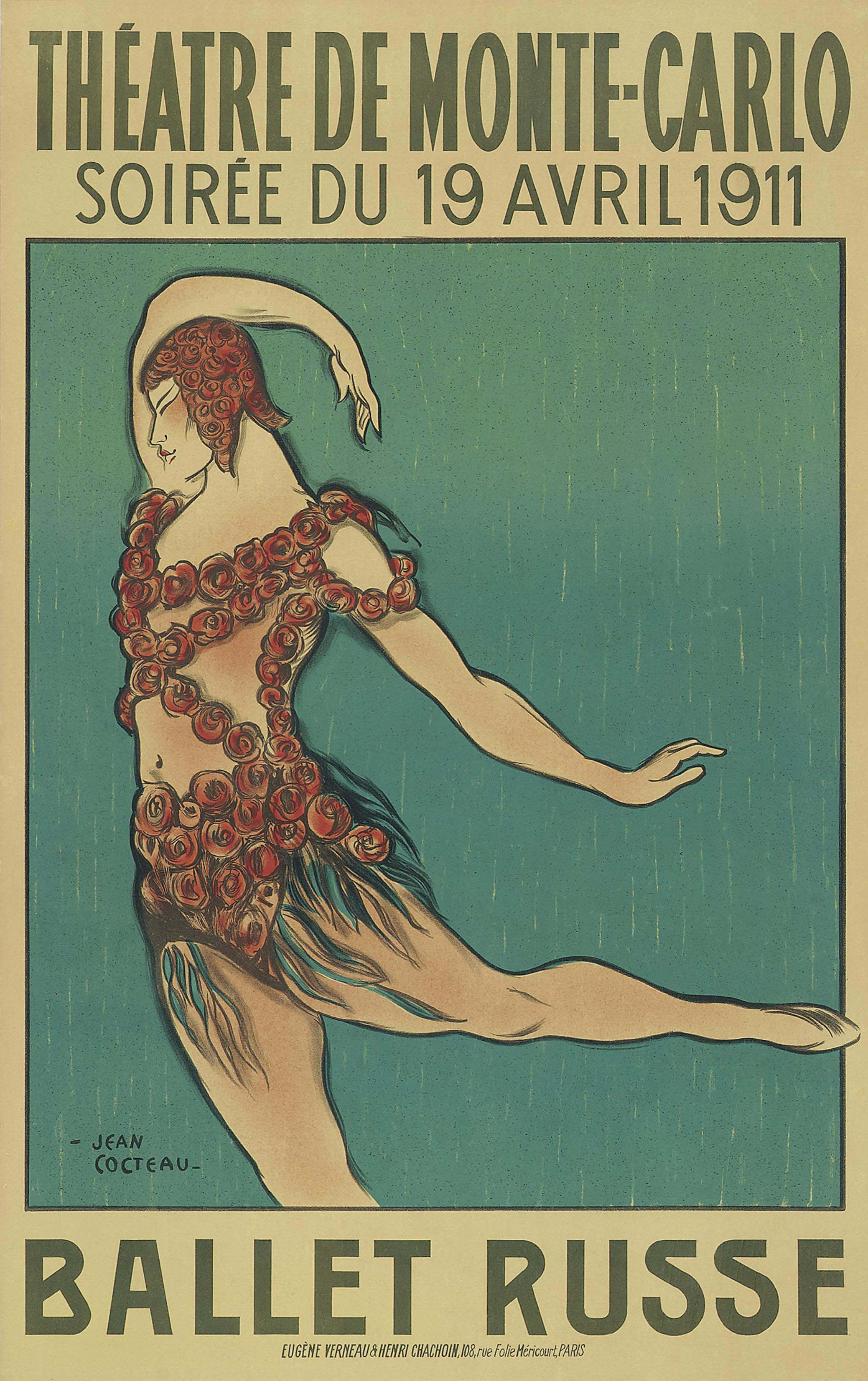
Плакат «Російського балету»

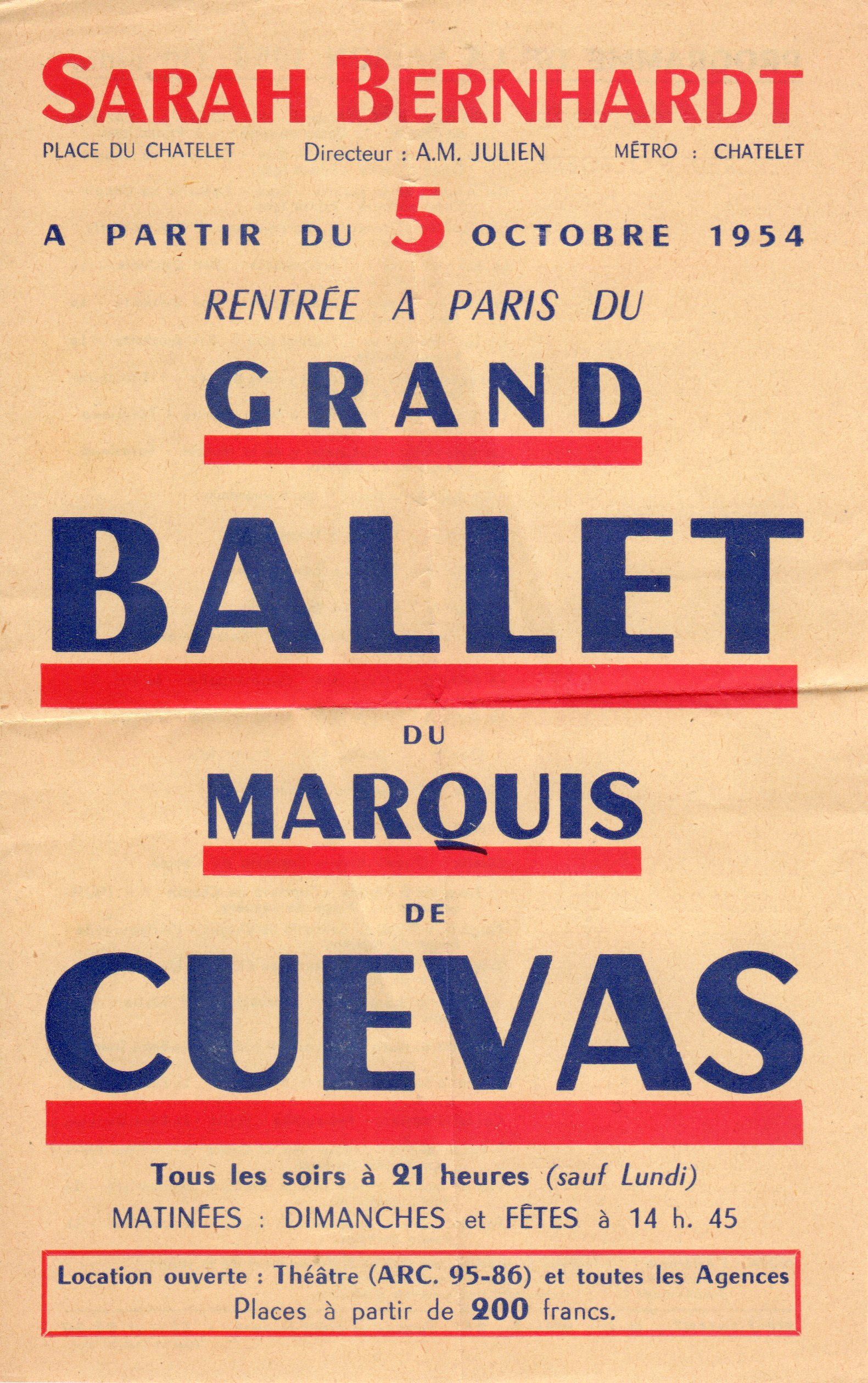
Плакат Grand Ballet du Marquis de Cuevas

З 1934 року Ніна Вирубова почала виступати у концертах та на благодійних вечорах. 1937 року в Кані дебютувала як балерина в ролі Сванільди в комічному балеті "Коппелія". Виступала з Ballets Polonais у 1939 році та з Російським балетом у 1940 році. Цього ж року стала балериною театру «Кажан» у Парижі. Після окупації Франції німецькими військами серед багатьох паризьких артистів балету було відправлено на примусові роботи до Німеччини. У цей час Ніна познайомилася з Ірен Лідовою, і навіть французьким хореографом і танцюристом — директором балетної трупи Роланом Петі . Після закінчення Другої світової війни продовжила кар'єру балерини: танцювала в Балеті Єлисейських полів, організованому Борисом Кохном — колишнім секретарем Сергія Дягілєва . У 1949 році директор Паризької Гранд-опера та відомий український танцівник Серж Лифар, запросив Вирубову до своєї трупи на амплуа знаменитості (першої балерини). На цій позиції прима-балерини Ніна Вирубова залишалася до 1956 року.
У 1957 році, після закінчення контракту з Гранд-опера і отримавши премію імені Анни Павлової за роль у "Жизелі ", Вирубова перейшла до знаменитої трупи Grand Ballet du Marquis de Cuevas чилійського аристократа, імпресаріо Жоржа де Куэваса , прес-секретарем якого більше десяти років була Ірен Лідова . Після смерті де Куеваса трупа розпалася, і Ніна Вирубова поїхала до « Російського балету Монте-Карло». У 1966 році вона вирішила залишити сцену і зайнятися педагогічною діяльністю, якою займалася до кінця життя. Викладала в Парижі та Труа .
Померла 25 червня 2007 року у Парижі. Була похована на цвинтарі Сент-Женев'єв-де-Буа міста Сент-Женев'єв-де-Буа .
Ніна Вирубова присутня в низці документальних фільмів, у тому числі в Les cahiers retrouvés de Nina Vyroubova (1996).

### Особисте життя
Балерина тричі була одружена. У шлюбі з Борисом Князєвим у неї в 1951 році народився син Юрій (Yura Kniazeff), який став танцівником, солістом Національного балету Канади (National Ballet of Canada).